# Paracompsus
Paracompsus es un género de coleóptero de la familia Attelabidae.

## Especies
Las especies de este género son:
- Paracompsus afghanus
- Paracompsus bistriolatus
- Paracompsus corallinoides
- Paracompsus lepidulus
- Paracompsus lunanfensis
- Paracompsus luteibasis
- Paracompsus micros
- Paracompsus nigrofasciatus
- Paracompsus nigroscutellaris
- Paracompsus paramicros
- Paracompsus pygidialis
- Paracompsus seclusus
- Paracompsus varians